# 郭東儀
郭 東儀（カク・トンイ、不明 - 2017年6月10日）は、在日韓国青年同盟（韓青）初代委員長。在日韓国民主統一連合（韓統連）議長。

## 経歴
郭東儀は当初から「人民軍」へ加担する目的で在日義勇軍に志願して戦場へ行ったと言われる。1951年4月頃から負傷して除隊することになった義勇軍や米軍部隊から除隊措置を受けて日本に帰国を待つ在日義勇軍が釜山の少林寺という寺に集まった。当時のことを知る人々の証言によれば、少林寺にやってきた郭東儀は戦場から逃げ出した脱走兵だったという。正体がばれるや少林寺から姿をくらまして密航で日本に戻った。1961年の5・16軍事クーデターの際、韓青は民政移管要求を発表し4月革命の完遂をめざしたが民団は郭東儀委員長に対し停権処分という制裁措置を加えた。6・15共同宣言実践民族共同委員会共同委員長。朝鮮半島の統一運動に一生をささげた。

## 家族
立教大学総長の郭洋春は長男。

## 著作
- 韓国に自由と正義を! '81韓国民主化支援緊急世界大会（小田実共著、第三書館、1981年11月）
- わが祖国統一論 （柘植書房、1994年8月）